# NGC 610
NGC 610 је ознака објекта на координатама са ректансцензијом 1h 33m 33,0s и деклинацијом - 20° 8" 38'. Открио га је Франк Милер, 1886. Каснијим посматрањима на том положају није уочен никакав астрономски објекат.